# Batida (música)
Em música, batida (português brasileiro) ou batimento (português europeu) refere-se a uma pulsação de breve intensidade e uniforme que é resultado da interferência entre duas ondas sonoras de frequências levemente diferentes. A frequência das batidas será igual a diferença entre as frequências das ondas sonoras. Assim como as batidas desaparecerão se as duas frequências tornam-se idênticas, o fenômeno resulta de uma grande utilidade na afinação dos instrumentos musicais. A batida pode se produzir através  da nota fundamental e o harmônico superior da outra, assim como também como das duas notas fundamentais. A batida é portanto útil para afinar intervalos diferentes do uníssono. Se, por exemplo, você afinar uma corda para que ela não produza uma batida com a terça harmônica de outra corda cuja fundamental é uma quinta mais grave, a quinta será acusticamente mais pura e não uma quinta temperada.
A manifestação de um intervalo desafinado é demonstrado por pulsos ou batidas que podem ser ouvidas juntas com o tom do intervalo. Estas batidas são o resultado de ondas sonoras fora de fase que são transmitidas no ar até os nossos ouvidos.
Uma batida é intrinsecamente relacionada com entonação sonora. A batida é produzida em bater, chacoalhar, sacudir, bater uma das partes integrantes do instrumento uma na outra ou esfregando dispositivos.
As notas de qualquer intervalo vão ter parciais comuns, ou coincidentes. Se as notas fundamentais do intervalo não interagem, as parciais coincidentes irão, e será possível ouvir batidas nos pontos das parciais coincidentes (os harmônicos). Eliminação das batidas vai ajustar o intervalo em sua afinação. isto é possível se ajustando as notas do intervalo para que as parciais coincidentes combinem em tom e se tornem harmoniosos. Um intervalo afinado não vai ter batidas presente sobre o som das notas do intervalo.

## Uso popular
Batida refere-se, popularmente, onde as notas percussivas ou rítmicas marcam o andamento métrico dentro do tempo de uma música. A batida pode ser sinônimo de tempo, quando elas seguem o mesmo andamento métrico. Mas quando as notas estão em contratempo, ou em síncope, a batida é referida como em contratempo, ou síncope com uma frequência regular ou irregular de repetições.
Exemplo da terminologia: "O Tempo é dois por dois, mas a batida vai ser dobrada e sincopada."

Tempo desarmônico está fora do alcance médio de 60 a 120 batidas por minuto.

## Batida forte e fraca
Batida como pulso métrico da música
Ênfases regulares ocorrendo durante uma peça musical inteira ou parte dela.
Em um tempo padrão, regular, sem síncope ou contratempo, basicamente a primeira batida de um compasso é a batida mais forte, acentuada, enquanto as outras batidas são as mais fracas---menos acentuada. Numa fórmula de compasso 3/4, o leitor comumente interpreta a unidade do tempo uma semínima (total de 3 semínimas em cada compasso). O pulso forte então está na primeira semínima enquanto a segunda e terceira batidas são mais fracas. É importante notar, no entanto, que  numa fórmula de compasso 6/8, a unidade do tempo não é a colcheia, mas sim a semínima pontuada, sendo que, neste tempo composto, as batidas fortes caem na primeira colcheia e na quarta colcheia. Não é raro também identificar músicas mais complexas  com a batida forte atuando no tempo fraco do andamento musical.